# Trolejbusy w Forbach
Trolejbusy w Forbach − zlikwidowany system komunikacji trolejbusowej we francuskim mieście Forbach, działający w latach 1951−1970.

## Historia
Trolejbusy w Forbach uruchomiono 19 maja 1951 na trasie Brême d'Or − Petite Rosselle. Do przełomu lat 1944/1945 na tej trasie kursowały tramwaje, a następnie autobusy. Do obsługi linii zakupiono 4 trolejbusy Vétra VBRh. W kolejnych latach dokupiono dwa kolejne trolejbusy: w 1954 typu VBRh i w 1957 typu Vétra-Berliet ELR. Linię trolejbusową zlikwidowano w maju 1970.